# Manuel Rubió i Lois
Manuel Rubió i Lois (Barcelona, 4 d'octubre de 1920 - Barcelona, 2 de juliol de 2005) va ser un zoòleg català i investigador del Consell Superior d'Investigacions Científiques.

## Biografia
Procedia d'una família de membres il·lustres, on el seu avi era l'historiador i intel·lectual Antoni Rubió i Lluch i el seu besavi el famós Gaiter del Llobregat, Joaquim Rubió i Ors, poeta, rector de la Universitat de Barcelona, erudit i membre de l'Acadèmia de Bones Lletres. Ell era fill de Jordi Rubió i Balaguer i Maria Lois i López, i germà de Jordi Rubió i Lois, tots tres relacionats amb el món de la Biblioteconomia. Manuel Rubió i Lois, seguint una disciplina acadèmica ben diferent, es va doctorar en ciències biològiques a la Universitat de Barcelona. Germà també de Mariona Rubió i Lois (1931- 1935) i Montserrat Rubió i Lois Arxivat 2020-11-02 a Wayback Machine. (1924 - 2017) que va ser entre altres coses professora de filologia catalana a Granada als anys 60 i 70 del segle passat.
Al costat d'altres investigadors com Francisco García del Cid Arias, Ramon Margalef i López o Carles Bas i Peired, Manuel Rubió va arribar a Blanes a principis dels anys cinquanta per treballar en investigació marina en el context del primer Institut de Biologia Marina de Catalunya, el Laboratori de Blanes de l'Institut d'Investigacions Pesqueres, antecedent de l'actual Institut de Ciències del Mar (ICM) del Consell Superior d'Investigacions Científiques, del qual posteriorment, entre 1961 i 1986 en seria el Director del Laboratori i de l'Aquari. Aquest laboratori, ubicat en un primer moment, de forma provisional, en el Jardí Botànic i posteriorment en uns barracons dels pescadors al Port de Blanes, es va traslladar a la nova seu del laboratori de Blanes inaugurada el 1963.

## Publicacions
Especialitzat en biologia marina de la Mediterrània occidental i en tecnologia pesquera, fou autor, de diversos llibres que recollien les investigacions en aquest terreny. Entre aquest, destaquen Contribución al estudio de la fauna bentónica del litoral de Blanes (1971), Recolección y primera descripción de esponjas (1973), Contribución a la fauna de esponjas del litoral catalán (1981). També és coautor de La pesca en España. I. Cataluña (1955).
Més enllà de la seva activitat científica, cal destacar, pel seu interès documental i testimonial, el contingut de les cartes que va intercanviar amb el seu pare, Jordi Rubió i Balaguer, en la seva estada al front durant la Guerra Civil Espanyola.